# Thomas Szasz
Thomas Istvan Szasz (Budapest, Hungría, 15 de abril de 1920 - 8 de septiembre de 2012) fue profesor emérito de psiquiatría en la Universidad de Syracuse en Nueva York. Reconocido crítico de los fundamentos morales y científicos de la psiquiatría y uno de los referentes de la antipsiquiatría, aunque no se identificara con esa corriente.
Es conocido por sus libros El mito de la enfermedad mental y La fabricación de la locura: un estudio comparativo de la inquisición con el movimiento de salud mental, en los que planteó sus principales argumentos con los que se le asocia.
Su postura sobre el tratamiento involuntario es consecuencia de sus raíces conceptuales en el liberalismo clásico y el principio de que cada persona tiene jurisdicción sobre su propio cuerpo y su mente. Szasz considera que la práctica de la medicina y el uso de medicamentos debe ser privado y con consentimiento propio, fuera de la jurisdicción del Estado, a su vez cuestiona los regímenes autoritarios y los Estados policiales.

## Argumentos
Los argumentos de Szasz pueden resumirse como sigue:
- El mito de la enfermedad mental: Es una metáfora médica para describir una conducta perturbadora, tal como la esquizofrenia, como si fuera una "enfermedad". Aunque la gente se comporte de manera perturbadora, no significa que tengan una enfermedad. Para que exista una verdadera enfermedad, la entidad debe ser capaz de medirse o probada de manera científica. Según Szasz, una enfermedad debe detectarse en una autopsia y cumplir con las definiciones de patología en lugar de ser decretada por votos por los miembros de la Asociación Psiquiátrica Americana. Las enfermedades mentales no son enfermedades reales, arguye Szasz, quien las coloca en la categoría de lenguaje metafórico. La psiquiatría, afirma Szasz, es una pseudociencia que parodia la medicina al usar terminología que suena a medicina: terminología que ha sido inventada los últimos cien años. Además de pseudociencia, la psiquiatría es un sistema de control social, no una rama de la medicina de acuerdo a Szasz.[1] La idea de que la psiquiatría biológica es una verdadera ciencia ha sido cuestionada también por otros críticos.

- Separación de la psiquiatría del Estado: El Estado[2] no tiene derecho a forzar ‘tratamientos’, solamente el consentimiento del paciente legitima un tratamiento. Denuncia las intervenciones paternalistas del estado con un concepto llamado "Estado terapéutico"

- Derecho a morir: En una analogía del derecho a la vida, Szasz arguye que el individuo debe ser libre de escoger cuándo morir[3] sin interferencia de la institución médica o el Estado. Szasz cree que el suicidio es uno de los derechos más fundamentales.

- Abolición de la hospitalización involuntaria: Nadie debe ser privado de su libertad a menos que haya sido encontrado culpable de una ofensa criminal. Según Szasz, privar a una persona de su libertad ‘por su propio bien’ es inmoral.

Szasz es a veces identificado con el movimiento antipsiquiátrico. Para Szasz la hospitalización involuntaria es inmoral, si continúa indisputada, crecerá hasta convertirse en una distopía orwelliana.
En 1979 la Universidad Francisco Marroquín le otorgó a Szasz un doctorado honoris causa en Ciencias de la Conducta por su labor profesional de psiquiatría y por su compromiso con la libertad individual.

## Libros publicados
SUP = Syracuse University Press.
- 1970 The Manufacture of Madness: A Comparative Study of the Inquisition and the Mental Health Movement. New York (Harper Row)
- 1973  The Second Sin. Doubleday.
- 1973 (editor). The Age of Madness: A History of Involuntary Mental Hospitalization Presented in Selected Texts. Doubleday Anchor.
- 1974 (1961). The Myth of Mental Illness: Foundations of a Theory of Personal Conduct. Harper & Row.
- 1976  Heresies. Doubleday Anchor.
- 1984  The Therapeutic State: Psychiatry in the Mirror of Current Events. Buffalo NY: Prometheus Books.
- 1985 (1976). Ceremonial Chemistry: The Ritual Persecution of Drugs, Addicts, and Pushers.  Holmes Beach FL: Learning Publications.
- 1987 (1963). Law, Liberty, and Psychiatry: An Inquiry into the Social Uses of Mental Health Practices. SUP.
- 1988 (1965). Psychiatric Justice. SUP.
- 1988 (1965). The Ethics of Psychoanalysis: The Theory and Method of Autonomous Psychotherapy. SUP.
- 1988 (1957). Pain and Pleasure: A Study of Bodily Feelings. SUP.
- 1988 (1976). Schizophrenia: The Sacred Symbol of Psychiatry. SUP.
- 1988 (1977). The Theology of Medicine: The Political-Philosophical Foundations of Medical Ethics. SUP.
- 1988 (1978). The Myth of Psychotherapy: Mental Healing as Religion, Rhetoric, and Repression. SUP.
- 1990 (1980). Sex by Prescription. SUP.
- 1990  The Untamed Tongue: A Dissenting Dictionary. Lasalle IL: Open Court.
- 1990  Anti-Freud: Karl Kraus and His Criticism of Psychoanalysis and Psychiatry. SUP. First printed in 1976 as Karl Kraus and the Soul-Doctors: A Pioneer Critic and His Criticism of Psychiatry and Psychoanalysis. Louisiana State University Press.
- 1991 (1970. Ideology and Insanity: Essays on the Psychiatric Dehumanization of Man. SUP.
- 1993  A Lexicon of Lunacy: Metaphoric Malady, Responsibility, and Psychiatry. New Brunswick NJ: Transaction Books.
- 1996 (1992). Our Right to Drugs: The Case for a Free Market. SUP.
- 1996  Cruel Compassion: Psychiatric Control of Society's Unwanted. SUP.
- 1996 The Meaning of Mind: Language, Morality, and Neuroscience. SUP.
- 1997 (1987) Insanity: The Idea and Its Consequences. SUP.
- 1997 (1977). Psychiatric Slavery: When Confinement and Coercion Masquerade as Cure. SUP.
- 1997 (1970). The Manufacture of Madness: A Comparative Study of the Inquisition and the Mental Health Movement. SUP.
- 1999 (1996). Fatal Freedom: The Ethics and Politics of Suicide. Westport CT: Praeger.
- 2001 (1996). Pharmacracy: Medicine and Politics in America. Westport CT: Praeger.
- 2002  Liberation By Oppression: A Comparative Study of Slavery and Psychiatry. New Brunswick NJ: Transaction Books.
- 2004  Words to the Wise: A Medical-Philosophical Dictionary. New Brunswick NJ: Transaction Books.
- 2004  Faith in Freedom: Libertarian Principles and Psychiatric Practices. New Brunswick NJ: Transaction Books.
- 2006  My Madness Saved Me: The Madness and Marriage of Virginia Woolf. Somerset NJ: Transaction Publishers.
- 2007 Coercion as Cure:  A Critical History of Psychiatry. New Brunswick (USA) London (UK) Transaction Publishers
- 2007 The Medicalization of Everyday Life: Selected Essays. SUP.